# Pycnocoma macrantha
Pycnocoma macrantha là một loài thực vật có hoa trong họ Đại kích. Loài này được Pax ex Engl. miêu tả khoa học đầu tiên năm 1894.